# Локомотив БФК
«Локомоти́в БФК» (узб. «Lokomotiv BFK» futbol klubi / «Локомотив БФК» футбол клуби) — узбекистанская футбольная команда, фарм-клуб «Локомотива» из Ташкента — участника Суперлиги Узбекистана.

#### Названия
| 2003-2005  | «Локомотив»-2   |
| 2006-н. в. | «Локомотив БФК» |

## История
В 2004 году команда дебютировала в Первой лиге чемпионата Узбекистана. В 2011 году она была переведена во Вторую лигу в связи тем, что в Первую лигу вылетел ташкентский «Локомотив».
Ныне «Локомотив БФК» выступает в Про-лиге Узбекистана (2-й по уровню и значимости футбольный дивизион страны), в которой по итогам сезона-2018 занял последнее, 9-е место. Домашние матчи проводит на стадионе ТашИИТ, вмещающем 6000 зрителей.
Приставка-аббревиатура БФК расшифровывается с узбекского языка как Болалар футбол клуби — Детский футбольный клуб.

## Достижения
- Победитель группы A финального этапа Второй лиги (2 раза): 2006, 2012.
- 6-е место в Первой лиге: 2010.